# جبل عش الغراب
عش الغراب هو تل يقع شمال أريحا في الضفة الغربية. يبلغ ارتفاعه −87.7 متر (−288 ft) بالنسبة لمستوى سطح البحر، على الرغم من أنه يبدو مرتفعاً بشكل ملحوظ عن سهل أريحا المنخفض الذي لا يزال حوله. يفصله وادي الديوك عن جبل الأربعين ومخيم اللاجئين في عين الديوك الفوقا، وقد حدد سابقًا على أنه موقع جزء من تجربة يسوع من قبل الشيطان.

## الاسم
عش الغراب اسم لأحد أنواع الفطر.

## أسطورة
في أواخر القرن التاسع عشر، وادي عش الغراب اليوم كان يُعرف باسم وادي صعود السيد المسيح. أدى ذلك إلى الحفاظ على الأسطورة العربية المحلية التي تقول إنه المكان حيث أخذ يسوع من قبل الشيطان ليكون له السيادة على جميع ممالك العالم بدلاً من جبل الأربعين القريب.

### معلومات المراجع الكاملة
- Jordan: Official Standard Names، Washington: United States Board on Geographic Names، ج. 212435، يونيو 1971، مؤرشف من الأصل في 2022-05-23.
- Gazetteer of the West Bank and Gaza Strip، Washington: United States Board on Geographic Names، ديسمبر 1992، مؤرشف من الأصل في 2022-05-23.
- Abu Sitta، Salman H. (2006)، The Return Journey: A Guide to the Depopulated and Present Palestinian Towns and Villages and Holy Sites...، London: Palestine Land Society.
- Conder، Claude Reignier؛ وآخرون (1883)، Sheets XVII. – XXVI. Judea، The Survey of Western Palestine، London: Palestine Exploration Fund.
- Sandrezky، Charles (يوليو 1872)، "List of Names East of Jordan"، Palestine Exploration Quarterly، London: Palestine Exploration Fund، ج. 4، ص. 123–150، DOI:10.1179/peq.1872.017، مؤرشف من الأصل في 2023-03-06.
- Sato، Tsugitaka (فبراير 2004)، "Visits to the Tomb of the Saint Ibrahim"، Acta Asiatica، Tokyo: Toho Gakkai، ج. 86.
- Saunders، Trelawney (1881)، An Introduction to the Survey of Western Palestine: Its Waterways, Plains, & Highlands، London: Richard Bentley & Son، مؤرشف من الأصل في 2022-05-23.